# Lily.
Lily.（リリー）は、日本の女性R&Bシンガー。年齢非公表。所属レーベルはVenus-B（キングレコード）。

## 人物
2004年4月にガールズ・コーラス・ユニットLady Marmalade （レディ マーマレード）を結成し、OYURI（杉山友梨、出身地：神奈川県、生年月日：1986年5月26日）として活動開始。
自ら送ったデモテープがきっかけで、Venus-Bから同社マネージメント第一弾としてメジャーデビュー。
音楽好きな両親の影響で歌うことが好きになり、高校の文化祭でバンドを組んで出演したことがきっかけで歌手を目指すようになった。
癒し成分「1/fのゆらぎ」を持つ歌声とキュートなルックスが注目され、デビュー前から新世代歌姫として話題を集める。
自身の作詞による遠距離恋愛をテーマにした“セツナソング”がリアルな心情を歌った歌詞として女子高生を中心に人気を集め、新人としては異例の評価を獲得した。好きな歌手はホイットニー・ヒューストンやシェリル・クロウ。
所属していた期間が重なっていたこと、lil'showyが作曲した曲を歌っていたことなどからLily.μと混同されやすいが、二人は別人である。庄子智愉は、2012年Venus Voiceオーディションでグランプリを獲得し、『Lily music』でメジャーデビューしたLily.μであることを明かしている。
Venus-B（キングレコード）を2013年で退所し、2014年3月にはPINKIEと改名して、本人の作詞作曲、セルフプロデュースしたアルバム『Love Story』（レーベル：Village again association Co.,LTD.）で再デビューしている。

## 略歴
高校２年からバンド活動を開始。在学中は、ファッション誌のモデルとしても活躍。
2003年11月からサムセクションミュージックでヴォーカルレッスンを始める。
2004年4月、得田侑里、杉山友梨、武山真意子、河西里沙（2005年7月で脱退）でボーカル・ユニット、Lady Marmalade（レディ ママレード）を結成。
2006年4月5日、ブルボン「牛乳でおいしくつめたいココア」CMソング、映画「ナイチンゲーロ」「グロヅカ」の主題歌を収録したCDシングル「Rendezvous」を発表。
2009年、自らレーベルに送ったデモテープの歌声がスタッフの心を動かし、メジャー・デビューに向けてのプロジェクトがスタート。
2010年7月21日、「遠く離れた場所で feat. C」によりメジャー・デビュー。期間限定プレデビュー配信を行った同曲が各種チャートで1位を獲得したのを受け、予定していたデビュー曲を急遽差し替えてのリリースだった。レコチョク着うたフル（R）デイリーランキング6位を獲得。
2010年11月10日、2ndシングル「気づいてよ… I Love You」をリリース。この曲は、アーティスト名など非公開の状態で一般モニターが評価するoricon power nextの2010年11月度の賞に選ばれ、渋谷に集う女子高生達が多数の曲を視聴し、その中からお気に入りの曲を決めていくというSHIBUYA　teen's　kurucore　RANKINGでも２位を獲得している。レコチョク着うたフル（R）デイリーランキング6位を獲得さらに、歌詞においても“会いたい…でも会いたくない”という片想いの相反するような複雑な恋心を綴った切ない歌詞への注目度も高く、JOYSOUND歌詞でウィークリー1位も獲得している。
2010年11月14日、東京・渋谷のレコチョクにて、初の単独プレミアムライブを行い、1stアルバムに含める予定の曲を含め全5曲を披露。2ndシングルのミュージッククリップとジャケット写真でコラボをした人気読者モデル兼ファッションブランド“Ank Rouge”のディレクターのおかりえ（松岡里枝）も出演。
2010年12月8日、1stアルバム『LOVE Lily.』を発表[1]。このアルバムには、上記シングル2曲をはじめ、全13曲を収録している。特に「もう一度 ～Love me again～」には、"キミは二度と目も開かない"という衝撃的な歌詞がYouTube上でも話題となり、JOYSOUND歌詞でデイリー1位を獲得している。また、「好きだから」はデビューのきっかけとなったデモテープに収録されていた曲である。“Lily.×おかりえ”のコラボ企画として、1stアルバム購入者の中から抽選で100名に、“Ank Rouge”の「アンクマークスクエアネックレス（Lily.×おかりえ限定コラボモデル）」がプレゼントされた。
2014年3月、PINKIEに改名し、CDアルバム『Love Story』を発表。

## 作品

### シングル
| 枚  | 発売日         | タイトル                 |
| --- | -------------- | ------------------------ |
| 1st | 2010年7月21日  | 遠く離れた場所で feat. C |
| 2nd | 2010年11月10日 | 気づいてよ… I Love You   |

### プレデビュー・プレミアムCD
2010年5月26日 
|  | 発売日        | タイトル                 | 備考                                |
|  | ------------- | ------------------------ | ----------------------------------- |
|  | 2010年5月26日 | 遠く離れた場所で feat. C | WonderGOO販売限定&1,000枚限定生産。 |

### アルバム
| 枚  | 発売日        | タイトル   |
| --- | ------------- | ---------- |
| 1st | 2010年12月8日 | LOVE Lily. |

## 出演

### CM
- 江崎グリコ、ポッキー（2010年）

## ライブ
- Venus-B Night 2010（2010年7月1日、東京･渋谷duo MUSIC EXCHANGE）
- “Lily.”初単独プレミアムライブ×“おかりえ”コラボイベント（2010年11月14日、東京・渋谷のレコチョク）
- 「KBCラジオ 長崎フェスタ」（2010年11月20日、大丸福岡天神店　エルガーラ・パサージュ広場）
- 「2010 Christmas in SOLARIA」（2010年11月20日、ソラリアプラザ1Fイベントスペース「ゼファ」）
- CLIFF EDGE presents Venus Beat Party（2010年11月24日、渋谷 club asia）
- Lily. 1st Album 『LOVE Lily.』発売記念Special LIVE
  - （2010年12月11日、クイーンズスクエア横浜 クイーンズサークル）
  - （2010年12月12日、イオンモール高崎 セントラルコート）
  - （2011年1月9日、WonderGOO守谷店内『GOOst』）
  - Presented by TSUTAYA　RECORDS（2011年2月5日、ESPミュージカルアカデミー12号館 club1ne2wo）
- 「胸キュン♥クリスマスライブ」（2010年12月25日、東京ジョイポリス
- 「THAT'S COUNTDOWN! 2010-2011」（2010年12月31日、スペースワールド）

## テレビ
|    | 放送日                        | 番組                                                                                       |
| -- | ----------------------------- | ------------------------------------------------------------------------------------------ |
| 1  | 2010年7月1日                  | テレビ朝日「Future Tracks→R」                                                              |
| 2  | 2010年7月17日                 | MUSIC-ON! TV「ASAHI SUPER DRY The LIVE M Venus-B Night 2010 Shibuya DUO -Music Exchange-」 |
| 3  | 2010年7月23日                 | 日本テレビ系「ハッピーMusic」                                                              |
| 4  | 2010年10月25日                | テレビ朝日系 「やじうまテレビ！～マルごと生活情報局～」                                    |
| 5  | 2010年11月20日                | TBS「開運音楽堂」                                                                          |
| 6  | 2010年11月08日                | 全国31局ネット「MUSIC B.B.」コメント出演                                                   |
| 7  | 2010年11月05日                | テレビ東京系「流派-R」                                                                     |
| 8  | 2010年11月12日                | 千葉テレビ「ONGAX」コメント出演                                                            |
| 9  | 2010年11月10日                | 日本テレビ「PON!」                                                                         |
| 10 | 2010年11月11日                | テレビ朝日系「Future Tracks→R」                                                            |
| 11 | 2010年11月26日                | TVQ九州放送「芸能潮流 エンタメ侍」                                                         |
| 12 | 2010年11月30日                | 日本テレビ系「レコ☆Hits!」                                                                 |
| 13 | 2010年12月10日                | 千葉テレビ「ONGAX」                                                                        |
| 14 | 2010年12月09日                | テレビ朝日系「FUTURE TRACKS→R」                                                            |
| 15 | 2010年12月08日                | テレビ西日本「マニア・マニエラ」                                                           |
| 16 | 2010年12月22日                | サンテレビ「BIG TIME TELEVISION」コメント出演                                              |
| 17 | 2010年12月20日~2010年12月26日 | 全国31局ネット「MUSIC B.B.」                                                               |

## ラジオ
|    | 放送日                       | 番組                                                                             |
| -- | ---------------------------- | -------------------------------------------------------------------------------- |
| 1  | 2010年7月18日                | bayfm「DIMANCHE DE JUNNUDIMANCHE DE JUNNU (BAYSIDE FREEWAY内)」 公開生ゲスト出演 |
| 2  | 2010年7月22日                | bayfm「MUSIC GENERATION FROM K-WEST」 公開生ゲスト出演                           |
| 3  | 2010年7月26日                | FM新潟「SOUND SPLASH」公開生ゲスト出演                                           |
| 4  | 2010年7月27日                | 広島FM「Vibe ON Music」                                                          |
| 5  | 2010年7月28日                | LOVE FM「The Request Show」                                                      |
| 6  | 2010年7月28日                | 天神FM「Park Side Cafe」公開生ゲスト出演                                         |
| 7  | 2010年7月29日                | FM-KUMAMOTO「FMKパンゲア」                                                       |
| 8  | 2010年7月30日                | FM NORTH WAVE「CHEER PORT RADIO!!」                                              |
| 9  | 2010年8月2日                 | FM三重「EVENING COASTER」                                                        |
| 10 | 2010年8月2日                 | K-MIX「CARAMEL POCKET」                                                          |
| 11 | 2010年8月3日                 | FM石川「Do it!」                                                                 |
| 12 | 2010年8月3日                 | ZIP-FM「SMILE DELI」                                                             |
| 13 | 2010年8月4日                 | FM OSAKA「MUSIC COASTER」                                                        |
| 14 | 2010年8月3日                 | FM福井「SMOOTH」                                                                 |
| 15 | 2010年8月5日                 | Kiss-FM「Kiss MUSIC PRESENTER」                                                  |
| 16 | 2010年8月11日                | RADIO BERRY「B★BOX」                                                             |
| 17 | 2010年8月10日                | Date fm「Music Groovin'」                                                        |
| 18 | 2010年8月10日                | Date fm「J-SIDE STATION」                                                        |
| 19 | 2010年10月25日~2010年11月7日 | bayfm 「Midnight Power Play」                                                    |
| 20 | 2010年11月5日                | JFN「FRIDAY GOES ON」                                                            |
| 21 | 2010年11月2日                | TBSラジオ「ミュージックナビ～昨日と今日との交差点～」                            |
| 22 | 2010年11月2日                | BSNラジオ「Newsな時間」                                                          |
| 23 | 2010年11月8日                | FM-FUJI 「DYNAMITE ROCK'N'ROLL NIGHTS"NEVERMIND!!"」                             |
| 24 | 2010年11月20日               | KBCラジオ 「長崎フェスタ」                                                       |
| 25 | 2010年11月14日               | FM NACK5「ACCESS TO YOU」                                                        |
| 26 | 2010年11月18日               | FM FUKUOKA「Hyper Night Program GOW!!」                                          |
| 27 | 2010年11月18日               | LOVE FM「The Request Show」                                                      |
| 28 | 2010年11月18日               | FREE WAVE TENJIN FM「ＪＡＣＫ POT 16」                                           |
| 29 | 2010年11月18日               | cross fm「combo master」                                                         |
| 30 | 2010年11月19日               | KBCラジオ「PAO～N」                                                              |
| 31 | 2010年11月19日               | RKBラジオ「Theヒット情報」                                                       |
| 32 | 2010年11月22日               | FM FUKUOKA「STAND UP! MORNING -スタモニ-」                                       |
| 33 | 2010年11月23日               | JFN「ONCE」                                                                      |
| 34 | 2010年12月8日                | FREE WAVE TENJIN FM「contact」                                                   |
| 35 | 2010年12月3日                | FREE WAVE TENJIN FM「PARK SIDE CAFE」                                            |
| 36 | 2010年12月1日                | RKBラジオ「HARUのハッピーマニア」                                                |
| 37 | 2010年12月7日                | FM 福井 「Smooth」                                                               |
| 38 | 2010年12月1日                | α-STATION 「DELICIOUS DONUT」                                                    |
| 39 | 2010年12月1日                | e-radio 「レディオ・ロコ」                                                       |
| 40 | 2010年11月30日               | Kiss-FM 「Kiss MUSIC PRESENTER」                                                 |
| 41 | 2010年11月29日               | FM AICHI 「エンタメコング」                                                      |
| 42 | 2010年11月29日               | K-MIX「CARAMEL POCKET」                                                          |
| 43 | 2010年12月13日               | FM FUKUOKA「Moving Monthly Style」                                               |
| 44 | 2010年12月11日               | FM FUKUOKA「シリトラーのリスト」                                                 |
| 45 | 2010年12月9日                | bayfm「K-WEST ENTAME GENERATION」                                                |
| 46 | 2010年12月7日                | FM FUJI「FEEL SO MUSE」                                                          |
| 47 | 2010年12月4日                | FM PORT「げんこつ RADIO SHOW！」                                                 |
| 48 | 2010年12月1日                | 文化放送「レコメン！」                                                           |
| 49 | 2010年12月6日~2010年12月10日 | レディオ キューブ FM三重「HOT AIR WAVE」                                         |
| 50 | 2010年12月4日                | レディオ キューブ FM三重 「Welcome To Radio CUBE」                               |
| 51 | 2010年12月4日                | FM おかざき「OKAZAKI POWER RADIO」                                               |
| 52 | 2010年12月4日                | FM ぐんま「サタデースマイル」                                                    |
| 53 | 2010年12月14日               | bayfm「ON8」                                                                     |
| 54 | 2010年12月11日               | SPACE DiVA・コミュニティFM「MUSIC HOT FLAVOR」                                   |
| 55 | 2010年12月9日                | ラジオ関西「sanae's cafe」                                                       |
| 56 | 2010年12月6日                | FM OSAKA「MUSIC COASTER」                                                        |
| 57 | 2010年12月6日~2010年12月26日 | bayfm 「Midnight Power Play」                                                    |
| 58 | 2010年12月17日               | Fm yokohma「ANIMO music labo」                                                   |
| 59 | 2010年12月15日               | FM-NIIGATA「SOUND SPLASH」                                                       |
| 60 | 2010年12月13日               | TOKYO FM「RADIO DRAGON」                                                         |
| 61 | 2010年12月23日               | JFN「OH! HAPPY MORNING」(17局ネット)                                             |
| 62 | 2010年12月21日               | Fm yokohama「tre-sen」 生出演                                                    |
| 63 | 2010年12月21日               | FM OSAKA「スカッシュ！」 コメント出演                                            |
| 64 | 2010年12月21日               | CBCラジオ「さゆぱら」                                                            |
| 65 | 2010年12月20日               | Date fm「Listen♪」 公開生出演                                                    |
| 66 | 2010年12月20日               | Date fm「J-SIDE STATION」 公開生出演                                             |
| 67 | 2010年12月18日               | FM PORT「PORTA～思いをカタチに～」                                               |
| 68 | 2011年1月1日                 | KBCラジオ「お正月も音楽の時間」                                                  |